# 고성역
고성역(高城驛)은 금강산청년선에 있는 역이다. 동해북부선에 있었을때엔 장전역이었다. 동해북부선의 고성역은 이 역과 관계가 없다.

## 연혁
- 1932년 8월 11일:장전역(長箭驛)으로 개통[1]
- 1950년: 한국 전쟁으로 인해 폐쇄
- 1996년: 역사 재개업